# Christian Friedrich Krafft
Christian Friedrich Krafft (* 30. März 1716 in Zschopenthal; † 13. April 1775 ebenda) war ein deutscher Maler, der im mittleren Erzgebirge, in Frankenberg und im Raum Großenhain wirkte und daneben auch als Lehrer tätig war.

## Leben
Christian Friedrich Krafft wurde als Sohn des aus Württemberg stammenden Arbeiters auf dem Blaufarbenwerk Zschopenthal, Michael Krafft und dessen Frau Maria Catharina, geborene Lange, geboren. Am 9. November 1739 heiratete er in Zschopau Johann Charlotte Butter, die Tochter des Wingendorfer Rittergutspächters Gabriel Butter. Zu diesem Zeitpunkt wurde Krafft als "Kunstmahler in Gornau" bezeichnet. 1744 und 1745 fasste und vergoldete er gemeinsam mit dem späteren Bildhauer Johann Gottfried Stecher den Altar der von Johann Gottlieb Ohndorff 1740–1745 errichteten Frankenberger Stadtkirche St. Aegidien. Außerdem fertigte er für den Altar, der heute nicht mehr erhalten ist, zwei Gemälde an.
1749 und 1750 wird Krafft als ansässiger Kunstmaler in Großenhain bezeichnet und seit 1752 ist er wieder in seinem Geburtsort Zschopenthal nachweisbar. Dort wirkte er ab 1756 als Kirchschullehrer und schuf daneben Porträts und Zeichnungen. Während von den Porträts bislang keines bekannt geworden ist, so ist eine von C. F. Krafft signierte Federzeichnung des Blaufarbenwerks Zschopenthal aus dem Jahre 1765 überliefert. Im Jahre 1775 starb Krafft in Zschopenthal.